# Michail Zagoskin

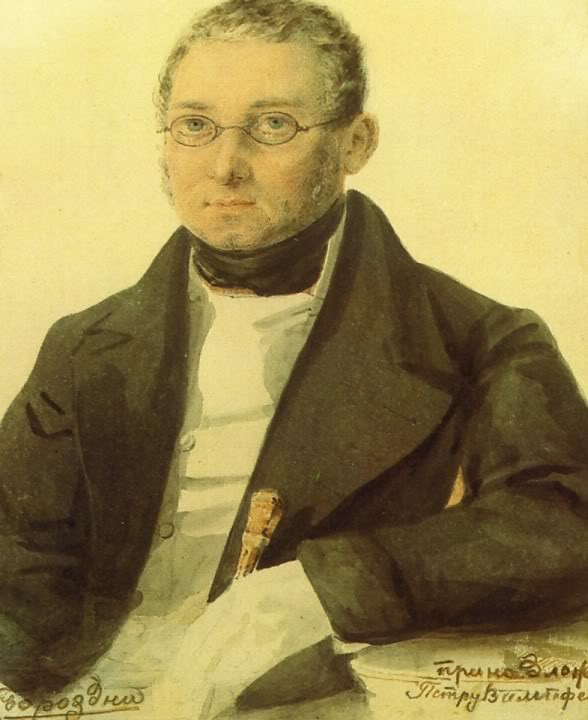
Michail Zagoskin

Michail Nikolajevitsj Zagoskin (Russisch: Михаил Николаевич Загоскин) (Ramzaj, oblast Penza, 5 juli 1789 – Moskou, 5 juli 1852) was een Russisch schrijver en dramaturg.

## Leven en werk
Zagoskin was van adellijke afkomst en vocht mee in de oorlog tegen Napoleon (1812). In 1831 werd hij benoemd tot beheerder van de keizerlijke schouwburg te Moskou.
Zagoskin schreef vooral komedies en historische romans. Het meest bekend is hij gebleven door zijn patriottische roman Joeri Miloslavski of de Russen in 1612 (1829). De roman behandelt de heroïsche gebeurtenissen van 1612, toen Moskou werd bezet door de Polen. Het boek geldt wel als de eerste geslaagde Russische historische roman. Hoewel de karakters psychologisch zwak zijn uitgewerkt, worden de oude gewoonten, het traditionele geloof en het patriarchale leven wel sterk beschreven. Volkse liederen en spreekwoorden worden op gepaste wijze ingelast. De roman werd direct na verschijnen een groot succes. Het bezorgde Zagoskin de bijnaam `De Russische Walter Scott. De historische details van het werk gelden echter als onbetrouwbaar.
Van zijn latere romans had ook Roslavlev (1831) succes; dit werk behandelt op een meer betrouwbare wijze episodes uit de Napoleontische oorlog.